# Bowdenkabel
Bowdenkabel är ett böjligt rör, i vilket en smal ståltråd eller wire löper.
Bowdenkabel används bland annat på motorcyklar till förbindelse mellan regleringsorganen på styrstången och spjället i förgasaren, respektive tändningsförställarearmen på magnetapparaten och på kameror som trådutlösare. Andra användningsområden är handbromsvajrar på cyklar. Röret är utfört av spiralvriden ståltråd, där varven ligger så tätt invid varandra, att en tät rörstomme bildas. Utanpå denna är vanligen en vävnad omspunnen och lackerad.
Bowdenkabeln har fått sitt namn efter britten Sir Harold Bowden (1880–1960).